# Daisuke Matsui
Pour les articles homonymes, voir Matsui.
Daisuke Matsui  (松井 大輔), né le 11 mai 1981 à Kyoto (Japon), est un footballeur international japonais qui joue au poste de milieu offensif de 2000 à 2024.

## Biographie

### Parcours en club

#### Les débuts
Daisuke commence le football à 9 ans dans une école de football de Kyoto. Il continue au collège, puis réalise un lycée spécialisé de sport étude. Il part pour Kagoshima Jitsugyo, dans l'extrême sud de l'archipel. C'est alors un des lycées les plus réputés du Japon. Logiquement, il signe son premier contrat pro à 18 ans au Kyoto. Il réalise parallèlement des études de Management à l'université de Ritsumeikan, mais il les abandonnera à la suite d'un très grand engagement physique au sein de son club. Son palmarès se fait connaître en France grâce à sa victoire de la coupe de l'empereur, et à sa participation remarquée aux JO d'Athènes. 3 clubs sont à l’affût sur son cas: la Lazio de Rome, Le Mans et Grenoble 38. Son choix se porte sur le second. Le football Italien est alors trop complexe pour le jeune japonais et il juge Grenoble trop inexpérimenté au haut niveau, malgré la présence de dirigeants Japonais à la tête du club. 

#### Carrière française
International depuis 2003, il arrive en Europe à l'automne 2004 et signe au Mans malgré sa relégation en Ligue 2. Il participe à la remontée immédiate du MUC 72 en Ligue 1. Lors de sa première saison en France, il dispute alors 25 rencontres et marque 3 buts. Il réalise une très bonne saison, si bien que le prêt original est rapidement levé en option d'achat de la part des dirigeants manceaux en mars 2005. Son contrat se destine alors à une durée de 3 ans. 
Pour sa première saison en Ligue 1, il dispute 33 matches de championnat dont 28 en tant que titulaire. Il marque son premier but en Ligue 1 le 22 octobre 2005 lors de la 12e journée. Le Mans bat Strasbourg à domicile 2-0. Il marque son premier doublé en Ligue 1 le 21 janvier 2006 lors de la 23e journée. Le Mans gagne à Troyes 3-1. Il réalise sa première passe décisive en Ligue 1 le 31 juillet 2005 lors de la 1re journée. Le Mans est défait à domicile par Lyon 2-1. En janvier 2006, il reçoit le Trophée UNFP-Canal+-L'Équipe récompensant, à travers l'élection du public, le meilleur joueur du mois. Il est le premier japonais à recevoir cette distinction. Sa saison est donc relativement bonne et il attire déjà les convoitises de grands clubs Italiens. Mais il a encore besoin d'expérience pour tenter une autre aventure, il reste donc au Mans pour une nouvelle saison. Il est, avec 7 passes décisives, le second passeur du championnat, derrière Olivier Monterrubio. Il termine la saison avec 3 buts à son actif.
Pour sa deuxième saison parmi l'élite, il dispute 27 rencontres de Ligue 1, inscrit 4 buts pour 4 passes décisives.
Le 13 janvier 2007, il inscrit son deuxième doublé en France, face à Troyes. Mais cette saison est la pire qu'il ait jamais vécue dans le championnat français. Il s'aperçoit que l'entraîneur est plus exigeant et doit alors se remettre en question. Il est un peu oublié de tous au mercato 2007, devenant "une simple attraction". Il est l'un des joueurs les moins bien notés par les journalistes du Foot Le Mans lors du bilan de fin de saison avec un total de 2 sur 5.
En 2007-2008, le japonais se reprend. Matsui participe à 33 matches de Ligue 1, marque 5 buts et distille 4 passes décisives. Cela marque ainsi son retour au plus haut niveau où il excelle en gestes techniques et en feintes d'attaque. Il prend même, contre toute attente, des allures de "taulier" après les départs des joueurs Africains à la CAN lors de l'hiver 2008.
Il marque en exemple le but de la victoire face à l'Olympique lyonnais en Coupe de la Ligue.
Grâce à Konika, il signe un pré-contrat avec Saint-Étienne à quelques semaines du mercato d'été. Il se retrouve rappelé en sélection nationale après l'événement, après avoir vécu la désillusion d'une non-sélection pour la Coupe du monde 2006. En fin de contrat en juin 2008, le joueur s'engage pour 3 ans avec l'AS Saint-Étienne.
Le début de saison 2008-2009 est difficile, notamment parce qu'il doit se faire à un nouvel environnement. Il peine ainsi à trouver une place de titulaire, notamment en concurrence avec David Gigliotti ou Dimitri Payet. Le départ de Laurent Roussey et l'arrivée d'Alain Perrin comme entraineur change la donne, Daisuke se reprend et enchaîne les bonnes performances contre Bruges, Le Havre ou Auxerre et prend une place de titulaire au sein de l'équipe.
Après une saison en demi-teinte à Saint-Étienne, il quitte le Forez pour les Alpes, après une conférence de presse à Tokyo, et signe un contrat de 3 ans, avec le Grenoble Foot 38 avec lequel il retrouve un peu plus de régularité individuelle mais collectivement la saison est un calvaire avec au bout la relégation.

#### Périple européen
Peu motivé à l'idée de jouer dans l'antichambre de la ligue 1, il est prêté le 31 août 2010 au club russe de Tom Tomsk jusqu'en décembre 2010. Ce qui a pour but de le rapprocher de l'Asie puisqu'il prépare dans le même temps la Coupe d'Asie des nations de football 2011 avec le Japon. Vainqueur de la compétition, il rentre en Isère pour terminer la saison avec une nouvelle relégation au bout. Il est laissé libre en juillet 2011 à la suite de la liquidation judiciaire de son club.
Le 28 juillet 2011, il signe un contrat d'un an en faveur du Dijon FCO, renouvelable en cas de maintien du club en Ligue 1. La relégation de Dijon à l'issue de la saison met un terme au contrat du milieu japonais qui est libéré fin juin 2012, comme l'indique son entraîneur Patrice Carteron. Il prend part à seulement trois matchs de championnat en Ligue 1 et à plusieurs matchs avec le réserve durant cette saison.
Le 12 septembre 2012, Matsui s'engage pour une saison au PFC Slavia Sofia. En Bulgarie, il fait le job sans briller, avec 11 matchs seulement en championnat (sur 30) et une 8e place au bout. 
En 2013 il signe pour le club polonais du Lechia Gdańsk où lors de son premier match il inscrit un doublé lors de la première journée de T-Mobile Ekstraklasa. Après 18 matchs (sur 30 journées), 4 buts et une 8e place au classement, le joueur termine son aventure en Europe où il n'aura brillé qu'aléatoirement.

#### Retour au pays
Les dernières saisons européennes le motivent à envisager un retour au pays en 2014. Il s'engage alors au Júbilo Iwata en deuxième division japonaise où il retrouve ses sensations et un vrai statut de titulaire. En 2015, le club accède enfin à la première division en terminant second du championnat. De retour dans l'élite, il est progressivement remplaçant et ne joue que 23 matchs de championnat en deux saisons, si bien qu'il décide de quitter le club en 2017.

#### Exil polonais
A 36 ans et avec l'envie de finir sa carrière en Europe, le joueur choisit de revenir en Pologne et de s'engager avec le modeste club du Odra Opole, en deuxième division
Après six mois dans l'anti-chambre de l'élite polonaise, la désillusion est au rendez-vous puisque le joueur peine à jouer, n'enchaînant que 4 matchs en championnat pour 137 minutes de jeu seulement.

#### Nouveau retour au pays
Face à ce faible temps de jeu, le joueur retourne très vite au Japon, et rejoint le 22 janvier 2018 l'équipe du Yokohama FC en J. League 2. Ratant de peu la montée en première division, le joueur participe largement au titre de champion l'année suivante. De retour dans l'élite, le joueur est peu utilisé et quitte le club à l'issue de la saison.

#### Nouvel exil en Asie
Fin 2020 et contre toute attente à 39 ans, le joueur décide de répondre favorable à l'offre du Sài Gòn FC, club de première division vietnamienne.
Le 21 janvier 2022, après avoir mis sa carrière en pause pendant quelques mois, il revient au Japon en s'engageant avec le Yokohama SCC (J3 League). Le 21 février 2024, il met un terme à sa carrière professionnelle, à l'âge de 42 ans.

### Parcours en sélection nationale
Matsui découvre la sélection japonaise le 22 juin 2003 lors d'un match contre la Colombie (défaite 0-1), lors de la Coupe des confédérations.
En 2004, il participe aux Jeux olympiques d'Athènes. La sélection olympique nippone finit dernière de son groupe et ne passe pas le premier tour du tournoi.
Il compte 31 sélections en équipe du Japon pour un but marqué ; ce fut contre l'Angola le 16 novembre 2005. 
Malgré sa première saison réussie en Ligue 1, il n'a pas été sélectionné pour la Coupe du monde 2006 en Allemagne.
Il est sélectionné pour la Coupe du monde 2010 en Afrique du Sud.
Il est sélectionné et titulaire pour la Coupe d'Asie des nations de football 2011 dont il est vainqueur malgré une blessure l'obligeant à quitter la compétition au bout de 2 matchs.

## Palmarès

### En club
- Vainqueur de la Coupe de l'Empereur 2002 avec Kyoto Purple Sanga
- Vice-champion de France de Ligue 2 2004-2005 avec Le Mans UC
- Vainqueur de la Coupe d'Asie des nations 2011 avec le Japon
- Champion de J2 League en 2001 avec Kyoto Purple Sanga et vice-champion en 2015 avec Júbilo Iwata et en 2019 avec Yokohama FC
- Finaliste de la Supercoupe du Japon en 2003 avec Kyoto Purple Sanga

### Distinction individuelle
- Trophée du joueur du mois UNFP en janvier 2006

## But international
| no | Date             | Sélection | Adversaire | Évolution du score | Minute | Résultat | Compétition  |
| -- | ---------------- | --------- | ---------- | ------------------ | ------ | -------- | ------------ |
| 1  | 16 novembre 2005 | 11        | Angola     | 0 - 1              | 90e    | 0 - 1    | Match amical |

Dernière mise à jour : 18 juillet 2011